# Lễ diễu hành Ngày Hiến pháp Ba Lan

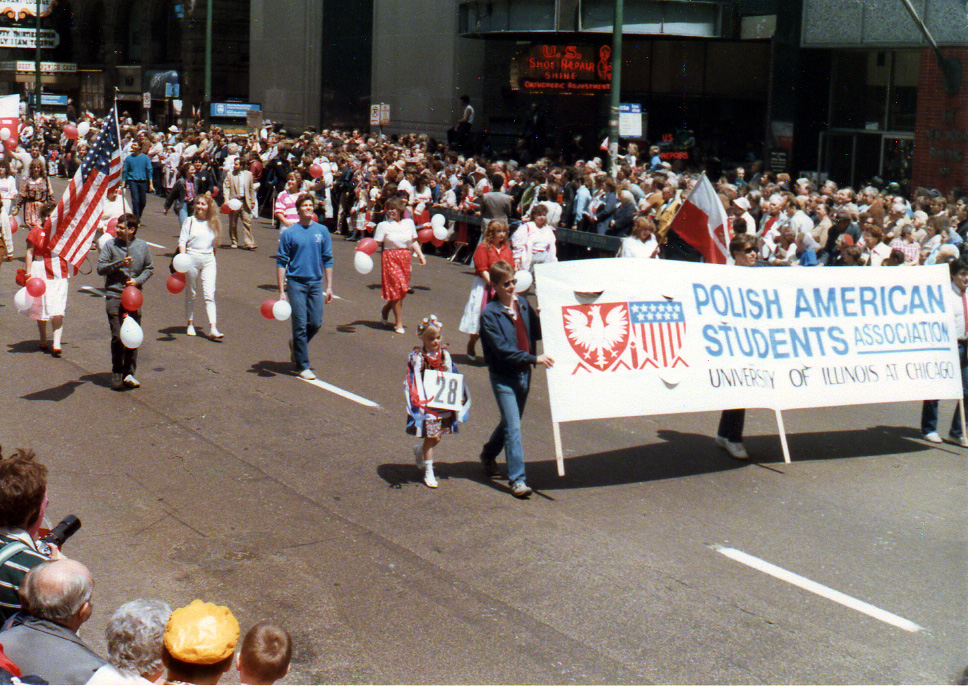
Cuộc diễu hành ngày 3 tháng 5 tại Chicago (1985)

Lễ diễu hành Ngày Hiến pháp Ba Lan tại Chicago, được coi là cuộc diễu hành lớn nhất của người Ba Lan bên ngoài lãnh thổ đất nước. Đây cũng là một sự kiện nhằm kỷ niệm ngày phê chuẩn Hiến pháp Ba Lan (ngày 3 tháng 5 năm 1791), mà sử gia Norman Davies gọi là "bản hiến pháp đầu tiên thuộc loại hình này ở châu Âu." Nó được xem là bản Hiến pháp thứ hai trên thế giới chỉ sau Hiến pháp Hoa Kỳ.
Trong hơn 100 năm, các tổ chức cộng đồng người Mỹ gốc Ba Lan khác nhau đã cùng nhau tổ chức lễ chào mừng truyền thống Chicago này, thể hiện niềm tự hào và truyền thống dân tộc. Hàng năm, cuộc diễu hành được tổ chức vào ngày thứ Bảy gần nhất với ngày thứ Ba trong tháng Năm. Trong những ngày này, người ta sẽ bầu ra người chỉ đạo tổ chức cuộc diễu hành, được gọi là Đại nguyên soái và Nữ hoàng của buổi diễu hành. Người được bầu sẽ chịu trách nhiệm tổ chức các Câu lạc bộ, cộng đồng người Ba Lan tại Chicago, để tổ chức cuộc diễu hành. Trong các đoàn diễu hành, đều có sự phân bố của các tổ chức; trường học; ban nhạc; các nhóm múa dân gian, các vị trí này do ban tổ chức sắp xếp. Cuộc diễu hành cũng là một dịp để các chính trị gia thể hiện sự ưu ái đối với cộng đồng người Mỹ gốc Ba Lan. Trong đó, đáng chú ý nhất là lần Robert F. Kennedy đã tham dự thánh lễ Truyền giáo Ba ngôi của Ba Lan, vào ngày 7 tháng 5 năm 1961, trước cuộc diễu hành. Hiến pháp Ba Lan thiết lập chế độ quân chủ lập hiến, với ba nhánh chính phủ và trao quyền cho các tầng lớp trong xã hội. Cuộc diễu hành là cách thể hiện các giá trị truyền thống, lịch sử của Ba Lan và cũng là một trong những cuộc diễu hành lớn nhất tại Chicago.

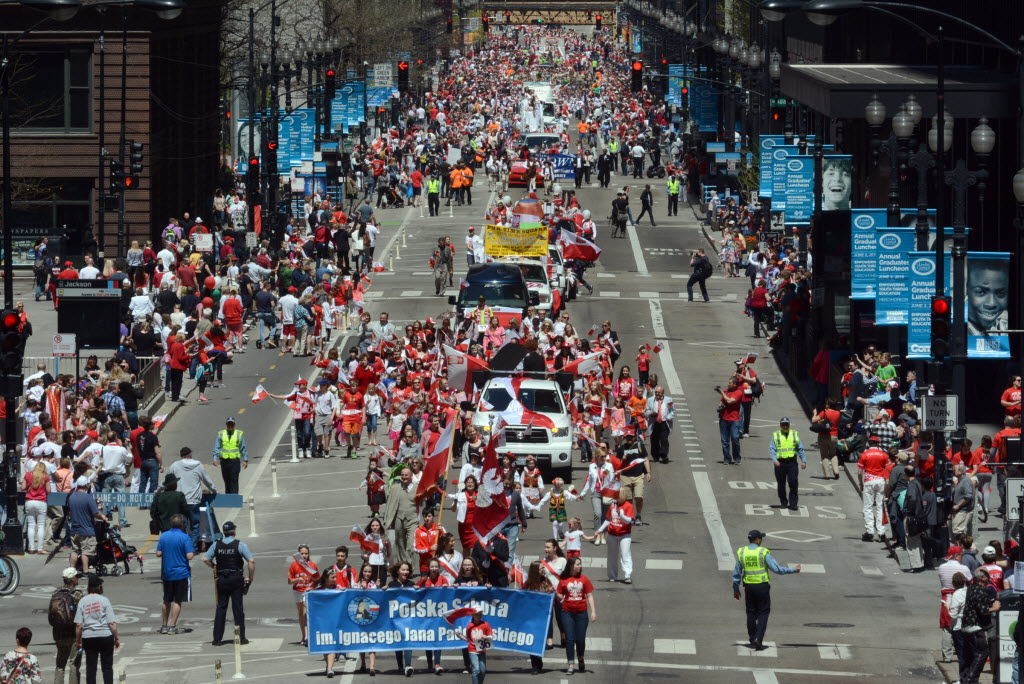
Diễu hành tại Chicago năm 2015.

Cuộc diễu hành đầu tiên diễn ra vào năm 1892, tại Công viên Humboldt, vào thời điểm đó là nằm ở trung tâm của khu người Ba Lan tại Chicago. Sau Thế chiến II, cuộc diễu hành được chuyển đến trung tâm thành phố, đầu tiên là phố State, sau đó đến là đến phố Dearborn. Cuối cùng, từ năm 2003 cuộc diễu hành diễn ra tại Công viên đô thị Grant. Hàng năm, các đoàn diễu hành bắt đầu từ vị trí của Đài phun nước Buckingham và kết thúc tại một cây cầu bắc qua sông Chicago. Ngày nay, cứ mỗi năm con sông của miền nam Dearborn lại được "nhuộm" màu đỏ trắng của những đoàn diễu hành, để thể hiện lòng tự hào dân tộc của người Ba Lan. Trong cuộc diễu hành, người ta vẫn thấy rợp trời những băng rôn, khẩu hiệu có biểu tượng của các tổ chức cộng đồng người Ba Lan tại Mỹ. Các vũ công và các ban nhạc cũng góp mặt trong sự kiện diễu hành.
Chicago của người Ba Lan là cộng đồng người Ba Lan lớn nhất ngoài lãnh thổ, tự hào tham gia cuộc diễu hành ở Trung tâm thành phố Chicago. Trong cuộc diễu hành năm 2006, 144 nhóm diễu hành đã tham gia với lượng người tham gia (theo nhiều nguồn khác nhau), là từ 60 đến 140 nghìn người. Cuộc diễu hành mỗi năm quy tụ đám đông hàng nghìn người hướng về Ba Lan. Cuộc diễu hành không chỉ có đơn độc đoàn người, mà còn có không khí sôi động của những vũ điệu, âm nhạc và những điệu nhảy.
Lễ diễu hành Ngày Hiến pháp Ba Lan còn xuất hiện trên đài địa phương. Ngoài ra, khi các đài truyền hình cho phát sóng buổi diễu hành của người Ba Lan thì còn thu hút được hơn hàng nghìn lượt xem của khán giả bởi độ phủ sóng của truyền hình.

## John Wayne Gacy

John Gacy với Đệ nhất phu nhân Rosalynn Carter vào ngày 6 tháng 5 năm 1978

Năm 1975, kẻ sát nhân khét tiếng John Wayne Gacy được bổ nhiệm làm người chỉ đạo cuộc diễu hành. Tên này được quyền giám sát từ năm 1975 đến năm 1978. Thông qua việc điều hành ngày lễ mà Gacy được gặp Cựu Đệ nhất phu nhân Rosalynn Carter vào ngày 6 tháng 5 năm 1978. Rosalynn Carter đã ký vào một bức ảnh với lời nhắn:  "Gửi John Gacy, lời chúc tốt nhất. Rosalynn Carter ". Sự kiện này về sau đã trở thành một vụ lùm xùm trong Cơ quan Mật vụ Hoa Kỳ, vì trong những bức ảnh được chụp, Gacy có đeo một chiếc ghim chữ "S", biểu thị một người đã được Cơ quan Mật vụ đặc biệt cho phép.